# Bouchra Abdou
Bouchra Abdou (en arabe : بُشْرَى عَبْدُو, Bušraỳ ʿabdū) est une militante et défenseure des droits humains marocaine. Présidente de l’Association Tahadi pour l’Égalité et la Citoyenneté (ATEC), elle s'engage en faveur des femmes marocaines et plus particulièrement des victimes de violences conjugales. Elle s'intéresse aussi à la question du numérique et cherche à améliorer la condition des femmes au Maroc à travers des avancées juridiques.

## Biographie
Bouchra Abdou est une membre fondatrice de la Ligue Démocratique pour les Droits de la Femme (LDDF). D'abord secrétaire de la branche de Casablanca, en 2002, elle en devient ensuite l'une des principales organisatrices. Dans ce cadre, elle s'implique, dès le début des années 2000, pour chercher à aider les femmes marocaines à s'approprier Internet, qu'elle perçoit comme un moyen d'émancipation pour elles. Elle est engagée notamment pour protéger les femmes ne souhaitant pas porter le hidjab et qui subissent de la discrimination.
Elle préside ensuite l'Association Tahadi pour l’égalité et la citoyenneté (ATEC),,, qui organise deux centres consacrés à la protection des femmes, l'un destiné à accueillir et aider les victimes de violences conjugales, l'autre destiné à aider les femmes en condition difficile. Elle reste intéressée par des problématiques liées au numérique, et intervient par exemple sur la question de la violence numérique.
Abdou se tourne particulièrement vers les moyens juridiques d'améliorer la condition des femmes au Maroc, comme en soutenant et poussant des réformes législatives de la Moudawana, le code de droit familial marocain,. En 2024, elle salue la circulaire permettant aux mères de demander les passeports de leurs enfants sans forcément passer par l'approbation du père. 

## Réferences
1. 1 2 3  (it) Di Culturaelibri in Français et Maroc, « Les 100 Femmes qui font bouger le Maroc | Cultura e Libri - Culture and Books - Culture et Livres », sur Cultura e Libri - Culture and Books -  Culture et Livres |, 23 février 2011 (consulté le 27 juillet 2024)
2. ↑  (en) Jane D. Tchaïcha, « Information and Communication Technologies as a (Re)Source for Socio-economic Empowerment for Women in the Developing World: Case studies from Morocco », The International Journal of Technology, Knowledge, and Society, vol. 5, no 4,‎ 2009, p. 157–176 (ISSN 1832-3669, DOI 10.18848/1832-3669/cgp/v05i04/56017, lire en ligne, consulté le 27 juillet 2024)
3. ↑  (en) Jane D. Tchaïcha, « Technology in the service of Maghribi women », The Journal of North African Studies, vol. 10, no 2,‎ juin 2005, p. 157–171 (ISSN 1362-9387 et 1743-9345, DOI 10.1080/13629380500252168, lire en ligne, consulté le 27 juillet 2024)
4. ↑  (en) Zakia Salime, « The War on Terrorism: Appropriation and Subversion by Moroccan Women », Signs: Journal of Women in Culture and Society, vol. 33, no 1,‎ septembre 2007, p. 1–24 (ISSN 0097-9740 et 1545-6943, DOI 10.1086/518370, lire en ligne, consulté le 27 juillet 2024)
5. ↑  Rédaction M, « Qui est Bouchra Abdou, la militante qui a dédié sa vie au soutien des femmes victimes de viol(VIDEO) », sur LeSiteinfo.com, 8 mars 2024 (consulté le 27 juillet 2024)
6. 1 2  « Bouchra Abdou : 'Notre souhait est que la révision de la Moudawana soit globale, juste et moderne' », sur www.maroc-hebdo.press.ma (consulté le 27 juillet 2024)
7. ↑  « La violence numérique, par Bouchra Abdou », sur Openchabab (consulté le 27 juillet 2024)
8. ↑  L'Opinion, « 8 Mars, 8 Femmes, 8 Histoires », sur L'Opinion Maroc - Actualité et Infos au Maroc et dans le monde. (consulté le 27 juillet 2024)
9. ↑  Imane Bellamine, « Moudawana : Dernière ligne vers l’égalité ? », sur Enass.ma : Le média des sans voix, 4 avril 2024 (consulté le 27 juillet 2024)
10. ↑  « Administration: plus besoin de l’autorisation du père pour obtenir ou renouveler le passeport des enfants », sur Le 360 Français (consulté le 27 juillet 2024)